# からだサポート研究所 糖尿病編
『からだサポート研究所　糖尿病編』（からだサポートけんきゅうしょ　とうにょうびょうへん）は、アークレイが開発し、2008年10月1日に発売されたニンテンドーDS専用ゲームソフト。
ジャンルは「健康サポートソフト」で、東京都済生会糖尿病臨床研究センター所長の渥美義仁が監修している。

## 概要
糖尿病、または糖尿病予備軍（境界型糖尿病）の人をサポートするためのツールであり、糖尿病改善のポイントとなる自己管理機能と、糖尿病の知識を身につけるための機能をニンテンドーDS上で実現したソフトである。

## ゲームの内容
糖尿病の知識を学習するための「糖尿病教室」、「糖尿病検定」、自己管理のための「毎日データ」といったモードが用意されている。

### 糖尿病教室
構成は以下の8章から成り、糖尿病に関する知識をサポートキャラ（サトミ）が説明する。
1章 糖尿病入門（基礎知識）
2章 糖尿病について
3章 糖尿病の合併症
4章 診断基準と現状確認
5章 血糖コントロール
6章 食事習慣について
7章 運動習慣について
8章 生活をより快活に

### 糖尿病検定
全8章で、4択のクイズが出題される。各章の内容は糖尿病教室の各章の内容とリンクしている。各章をクリアすると「合格」スタンプが付与されるが、この「合格」スタンプは問題の正解率によって「金」、「銀」、「銅」の3パターンがある。また、クリアした章が増えると、級がグレードアップする。1章をクリアした時点では3級、その後、2級、準1級となり、全章をクリアすると1級となる。

### 毎日データ
糖尿病の管理ツールとして機能する。「食事量」、「運動量」、「血糖値」、「体重」、「血圧」、「インスリン」、「睡眠時間」、「HbA1c」、「手書きメモ」を記録でき、それぞれの記録を時系列グラフとして表示できる。目標値は、初回起動時、使用者の氏名や性別などとともに、「生年月日」、「身長」、「体重」、「身体活動量」などを入力し、これを基に使用者の「適正摂取エネルギー」や「目標運動量」、「目標体重」などが自動演算され、設定値（目標値）として保持される。（目標値は、設定画面で変更できる）
記録は1年分保持することができる。また、記録したデータを通信等の手段を使って外部に取り出すことはできない。
食事量
朝食、昼食、夕食、間食の４つについて食事量を入力・管理する。
運動量
運動の種類と、運動時間を入力することにより、消費エネルギーを入力・管理する。
血糖値
朝食前、朝食後、昼食前、昼食後、夕食前、夕食後、寝前、深夜の8つの時間帯について血糖値を入力・管理する。
血圧
最高血圧（収縮期血圧）、最低血圧（拡張期血圧）の2つを入力・管理する。
睡眠時間
睡眠時間を記録・管理する。
体重
体重を入力・管理する。
インスリン
投与したインスリンを入力・管理する。
HbA1c
HbA1cを入力・管理する。
メモ
フリーハンドで文字や絵を記入する。

### 料理メニュー辞典
外食や惣菜などの調理されたメニューについて、総エネルギー・栄養バランス・食べ方アドバイスが表示される。食べ方アドバイスは使用者の目標摂取エネルギーに応じたコメントが表示される。

### 糖尿病プチ情報
食事や運動の習慣を改善する上で知っておくと役に立つ情報が表示される。